# Adam Nelson
Adam Nelson (født 7. juli 1975 i Atlanta, Georgia) er en amerikansk tidligere atletikudøver (kuglestøder), der gennem sin karriere vandt adskillige medaljer i både VM- og OL-sammenhæng. En af hans største konkurrenter var danske Joachim B. Olsen.

## Sportskarriere
I sin high school-tid dyrkede Nelson både atletik og amerikansk fodbold, men efterhånden var det kuglestødet, der blev hans kernedisciplin. Han vandt således det amerikanske collegemesterskab i disciplinen i 1997.
Ved OL 2000 i Sydney var det verdensmesteren fra 1995 og 1997 John Godina, der i fravær af mesteren fra 1999, C.J. Hunter, der kort inden konkurrencens start var blevet udelukket på grund af positive dopingtest, der var favoritten. I kvalifikationsrunden var det dog finnen Arsi Harju, der  overraskende var bedst, mens Godina var næstbedst, mens Nelson var nummer fire. I finalen lagde Harju sig i spidsen, mens Nelson og Godina lå bagefter. Harju vandt guld med et stød på 21,29 m, mens Nelson fik sølv med 21,21 m og Godina bronze med 21,20 m.
Året efter vandt Nelson sølv ved VM i atletik (både indendørs og udendørs), og præstationen gentog han udendørs i 2003. I 2002 satte han sin personlige rekord, der lød på 22,51 m.
Ved OL 2004 i Athen var Nelson bedst i indledende runde foran ukraineren Jurij Bilonoh og Joachim B. Olsen. I finalen lagde Nelson ud med at støde 21,16 m, hvilket blev hans eneste tællende forsøg. Bilonok stødte i sit sidste forsøg ligeledes 21,16 m, og med bedre næstbedste forsøg end Nelson, vandt han guldet, mens Nelson fik sølv og Olsen bronze med et stød på 21,07 m. Dette resultat stod, indtil IOC lavede nye dopingtest af prøver taget under legene, og de viste, at Bilonoh havde taget anabolske steroider. Han blev derpå diskvalificeret, hvorefter Nelson fik guldet, Olsen sølv og spanske Manuel Martínez bronze.
Nelsons største triumf blev VM-guldet i 2005 i Helsinki, og to år senere måtte han igen tage til takke med VM-sølv. Ved OL 2008 i Beijing nåede han finalen, men her lykkedes det ham ikke at støde et godkendt forsøg, og han endte derfor sidst.